# Triglavska divizija
Triglavska divizija je bila partizanska divizija, ki je delovala v sklopu NOV in POJ v Jugoslaviji med drugo svetovno vojno.

## Zgodovina
Divizija je bila ustanovljena 6. oktobra 1943. Ob ustanovitvi je divizija imela tri brigade ter okoli 1.600 borcev.
Še isti mesec je bila preimenovana v 26. (slovensko) divizijo, ta pa januarja 1944 v 31. divizijo.

## Sestava
oktober 1943
- 3. slovenska narodnoosvobodilna udarna brigada »Ivan Gradnik«
- 7. slovenska narodnoosvobodilna udarna brigada »France Prešeren«
- 16. slovenska narodnoosvobodilna brigada »Janko Premrl-Vojko«

## Poveljstvo
Poveljniki
- Dušan Švara

Politični komisarji
- Ciril Keržič